# Ehre
Ehre bedeutet in etwa Achtungswürdigkeit oder „verdienter Achtungsanspruch“. Ehre kann einer Person als Mitglied eines Kollektivs oder Standes zuerkannt werden (etwa Ehre eines unbescholtenen Bürgers, eines guten Handwerkers oder eines Adeligen), sie kann aber auch jemandem (etwa durch die Nobilitierung oder Verleihung eines Verdienstordens) von einem dazu Berechtigten zugesprochen werden. Gegenüber einer Person, der man sich hinsichtlich des Ranges oder der Würde unterlegen fühlt, ist ehrerbietiges Verhalten angebracht. Eine Person zu ehren bedeutet, ihr eine neue Ehre zuzuerkennen. Ehre (etwa die Kaufmannsehre) ist auch als ein sozialer Zwang unter freien Bürgern zu begreifen. Sie wird als Bestandteil der eigenen Persönlichkeit verstanden und muss erhalten und verteidigt werden. Eine freie Person muss nicht gezwungen werden, sie zwingt sich selbst.

## Begriffsgeschichte
Das deutsche Wort Ehre geht auf mittelhochdeutsch êre (unter Einfluss von lateinisch honestas „Ehre, Ansehen" (als der herrschende ritterliche Wert), honestus "ehrenvoll, -haft") und althochdeutsch ëra („Gnade, Gabe, Ehre“, kultisch-religiös „Lob, Würde, Vorrecht“) zurück, was sich von einer indogermanischen Wurzel ais- („ehrfürchtig sein, verehren“) ableiten lässt. Der Begriff der Ehre wurde geistesgeschichtlich durch die altgriechischen Wörter τιμή („Anerkennung, Ansehen“) und εὐδοκία („Wohlgefallen, guter Ruf“) sowie die lateinische Bezeichnung honor („Anerkennung, Würdigung, [offizielle] Ehrung“) mitbestimmt. Bereits in der Islandsaga und der Ilias kennzeichnet die Bezeichnung eine Lebensbedeutung oder ein Lebensgefühl, das – wenn es verletzt wird – zu erbitterten Fehden führt. In der Antike lag Ehre in der Regel materiell als „Ehrengabe“ vor. Theoretisch wurde der Ehrbegriff zuerst von Aristoteles in der Nikomachischen Ethik 335/34–322 v. Chr. entwickelt; demnach sei es „doch eigentlich (die Ehre), die das Ziel des in den Geschäften aufgehenden Lebens bildet“, wobei das persönliche Streben nach Vortrefflichkeit das ausschlaggebende Motiv sei. Auch in der germanischen Vorstellungswelt ist der Erhalt der Ehre an gewisse sittliche Mindestanforderungen gebunden (vor allem an die persönliche Tapferkeit).
Erst Thomas Hobbes bricht mit diesen antiken und altgermanischen Vorstellungen und ersetzt sie durch eine radikal-amoralische Sichtweise, indem er Ehre als die rein äußerliche Anerkennung der Macht durch andere definiert. Dieser Betrachtungsweise schließen sich andere Autoren an, wobei die Bewertung dieser Form von Ehre in jüngerer Zeit immer negativer ausfällt. So kritisiert Schopenhauer die übertriebene Bedeutung, die wir oft der Meinung anderer beimessen.
In der neueren Diskussion unterscheidet Hans Reiner (wann?) zwischen einem Handeln, das durch das Ehrgefühl im Sinn einer unmittelbaren Bezugnahme auf eigene Werte und Unwerte bestimmt ist, und einem Verhalten, das durch die vom Handelnden bewirkten Werte und Unwerte bestimmt ist (Verantwortungsgefühl).

## Gesellschaftliche Bedeutung
Durch Missachtung seines Kollektivs wird der Einzelne, durch Missachtung des Einzelnen wird sein Kollektiv gedemütigt (vergleiche Ehrverletzung) – anders als etwa beim Ruhm. Beim „Verlust der Ehre“ ist auch von „Gesichtsverlust“ die Rede, was sich auf den Verlust von Ansehen innerhalb des Kollektivs bezieht.
„Verletzte Ehre“ wurde und wird in Gesellschaften/Kulturkreisen, in denen das Ansehen eines familiären, ethnischen oder religiösen Kollektivs über das Wertesystem des Individualismus gestellt wird, unter offener Missachtung rechtsstaatlicher Prinzipien (Gewaltmonopol des Staats) auf gewaltsame Weise „wiederhergestellt“ (vergleiche Rache, Duell, Ehrenmord). Andere Interpretationen gehen davon aus, dass die gewaltsame Wiederherstellung der Ehre als rechtsstaatliches Prinzip im heutigen Sinn zu deuten wäre.
In mittelalterlicher Literatur galt ere als ein zentraler Begriff der Handlungsmotivation von Personen und literarischen Figuren. Diese „nach außen kundgetane Wertschätzung“ besteht im Ansehen, das eine Person genießt. Durch triuwe (Loyalität), milte (Gebefreudigkeit), list (Klugheit), maze (Maßhaltenkönnen), stete (Beständigkeit) und tugent (Tugendhaftigkeit) kann die ere vergrößert werden. Wird die ere verletzt, besteht eine Rache- oder Sühnepflicht für die Angehörigen. Nur Männer können (in mittelalterlichen Romanen) ihre ere erwerben, vergrößern, mindern oder zurückgewinnen. Frauen blieb in diesem Kontext als einzige ere-Option die Tugendhaftigkeit. Mit dem Verlust ihrer Tugend verlieren sie ihre ere, können sie nicht zurückerwerben und gelten dann als ehrlos.
Die Ehre war im mittelalterlichen und neuzeitlichen Europa auch ein Medium, um Konflikte zwischen Personen und/oder Institutionen auszutragen. Bei der Lösung und Austragung von Streitfällen wurde darauf geachtet, offene Konflikte möglichst zu vermeiden oder zu verschleiern, weil ein offener Streit einen Ehrverlust des Widerparts zur Folge haben könnte. Weil das Eskalationspotenzials von Ehrverletzungen durchaus bewusst war, wurde es für beide Seiten erforderlich, den Konflikt dergestalt auszutragen, dass beider Ehre keinen Schaden nahm. Insofern befriedet die Wahrung der Ehre auf Kosten der persönlichen Freiheit und bei festen, etwa ständisch differenzierten Ehrvorstellungen auch auf Kosten der Gleichheit.
Für Montesquieu war der Wettstreit um Rangfolgen, Beförderungen und Auszeichnungen, die das Streben nach Ehre mit sich bringt, ein wichtiges Prinzip der Monarchie, das die Regierung belebt. Die Ehre setze alle Glieder des Staatskörpers um den Monarchen herum in Bewegung, und zwar in seiner Weise, dass jeder zum Gemeinwohl beiträgt, auch wenn er glaubt, nur seine Sonderinteressen zu verfolgen. Philosophisch sei dies eine falsche, jedoch nützliche Ehre. Der Ehrgeiz könne auch jederzeit unterdrückt werden, wenn er gefährlich werde. Der Wettstreit um die Ehre spielt also eine ähnliche Rolle wie die Konkurrenz, die nach Montesquieu für gerechte Preise sorgt.
Die jüngere historische Forschung weist darauf hin, dass die Ehre der vormodernen Zeit vom Recht als solchem kaum zu trennen ist, da die Gewährleistung des Rechts aufgrund nicht vorhandener staatlicher Institutionen erst verteidigt oder erstritten werden musste. Eine Beeinträchtigung der Ehre ging meist mit Rang- und Rechtsfragen einher, die nicht zwingend gewaltsam geregelt werden mussten, aber mit Gewaltanwendung (Fehden) verbunden sein konnten. Dies galt auch für Schwurgemeinschaften wie Städte und Ständevereinigungen („Länder“), die sich dezidiert als Ehrgemeinschaften empfanden.
Pierre Bourdieu untersucht in seiner Feldforschung die unbewusste Inkorporation der symbolischen Gewalt der Erziehung, die im Habitus, also in einem stets vorhandenen, doch unbewussten körperlichen Zustand eingeschrieben ist. Als Beispiel wählt er die Manifestation der männlichen Dominanz bei den Kabylen, die sich im Ehrbegriff ausdrückt, welcher sich in der heraufkommenden Geldwirtschaft zwar als dysfunktional erwies, aber weiter hochgehalten wurde. Das Spiel um Ehre und Ehrverletzung in der Kabylei analysiert er als einen Tauschmechanismus. Der in seiner Ehre Herausgeforderte hat die Wahl, den Austausch weiterzuführen oder abzubrechen. Bricht er ab, erscheint die Herausforderung als aggressives Verhalten. Wählt er den Austausch, ist er bereit, das Spiel mitzuspielen. Die Wahl eines geeigneten Zeitpunkts und einer bestimmten Strategie der Erwiderung geben der Herausforderung ihren spezifischen Charakter und prägen den weiteren Verlauf. Zeitpunkt und Strategie werden ihrerseits beeinflusst vom Druck der Gruppe.
Thorstein Veblen geht in seiner Theorie des Friedens davon aus, dass der common man Angriffe auf die Ehre seiner Bezugsgruppe, etwa seiner Nation gar nicht mehr zu erkennen vermag und so lange darüber moralisch nicht indigniert ist, bis ihm Experten die Art der Ehrverletzung genauestens erklären. Die keepers of the code mobilisieren so die Massen manipulativ by force of interpretation.
Gemäß Ruth Benedicts Unterscheidung zwischen Scham- und Schuldkultur ist der Komplex der Ehre und Ehrverletzung eindeutig in einem schamkulturellen Zusammenhang zu verorten, das heißt, Ehre resultiert aus der Meinung der Anderen, nicht aus eigenem ethischen Verhalten.

## Ehre im Nationalsozialismus
Im Wertesystem der NS-Ideologie nahm die Ehre eine beherrschende Stellung ein, was sich etwa aus dem Leitspruch der SS „Meine Ehre heißt Treue“ ablesen lässt. Der NS-Ideologe Alfred Rosenberg erklärte: „Die Idee der Ehre … wird für uns Anfang und Ende unseres ganzen Denkens und Handelns.“ (Alfred Rosenberg: Der Mythus des 20. Jahrhunderts).
Als ausschlaggebendes Kriterium für die Ehre des Individuums galt die Rassenzugehörigkeit: „Ehre ist bedingt durch die Art, durch das Blut“. (Meyers Lexikon, 1937). Diese Auffassung der Ehre spiegelte sich in der nationalsozialistischen Gesetzgebung und Rechtsprechung wider. So trug eines der Nürnberger Gesetze von 1935 den Titel Gesetz zum Schutze des deutschen Blutes und der deutschen Ehre. Der Volksgerichtshof gelangte am 18. März 1942 in einer Urteilsbegründung zu dem Schluss: „Die Aberkennung der bürgerlichen Ehrenrechte nach § 3 StGB könnte nur dann einen Sinn und Zweck haben, wenn der Angeklagte die … Rechte tatsächlich besitzen würde. Dies ist aber bei einem  Juden nicht der Fall. … Ein Jude … besitzt nach der Überzeugung des ganzen deutschen Volkes überhaupt keine Ehre“.
Doch es existierten auch Ausnahmen. So genannte „Mischlinge“, die sich besondere Verdienste um „die Bewegung“ erworben hatten, konnten vom Führer zu „Ehrenariern“ erklärt werden und waren somit „Deutschblütigen“ weitgehend gleichgestellt. Etwa 260 Offiziere oder deren Ehefrauen bekamen eine solche Statusänderung.

## Ehre in der Türkei
Die Untersuchung Dynamics of honor killings in Turkey: Prospects for Action des United Nations Development Programme (UNDP) kam im Jahr 2008 zu dem Schluss, dass in den östlichen und südöstlichen Regionen der Türkei Tradition eine wichtige Rolle darin spielt, welche Werte mit dem Begriff der Ehre in Verbindung gebracht werden. Hierbei werde die Ehre teilweise als der einzige Lebenszweck betrachtet oder durch die Kontrolle über den Körper der Frau konstruiert. In diesen Fällen führte es dazu, dass Ehrenmorde mit einer höheren Wahrscheinlichkeit als „verständliche“ oder „akzeptable“ Handlungen betrachtet werden.
Die Kontrolle von Männern über die Sexualität von Frauen, die Jungfräulichkeit oder sexuelle Abstinenz von Mädchen, eheliche Untreue und Scheidungen werden in der Studie mit dem Ehrbegriff wiederholt in direkten Zusammenhang gebracht. Weitere Faktoren sind „angemessenes Verhalten“, „angemessene Kleidung“, die Erfüllung der Erwartungshaltungen bezüglich der vorausgesetzten Pflichten, die Zulässigkeit des Schulbesuchs und der gewählte Freundeskreis der Frauen. Wiederholt wurden von den Befragten Zusammenhänge zwischen ihren Traditionen und den Regeln des Islam genannt. Insbesondere junge Männer im Alter zwischen 18 und 25 Jahren nahmen laut Studie harte und intolerante Standpunkte bezüglich Fragen der Jungfräulichkeit und Scheidungen ein und stellten zwischen dem Verhalten ihrer Familienmitglieder und ihrer eigenen Ehre einen direkten Zusammenhang her, während sich ältere Männer im Vergleich gemäßigter äußerten. Frauen, abgesehen von solchen mit geringerer Bildung, aus abgelegenen traditionellen Gebieten oder mit starker religiöser Bindung, äußerten sich oft weniger streng als Männer.
Türken mit höherer Bildung, aus urbanem Umfeld oder mit einem individualistischen Lebenskonzept vertraten laut Studie hingegen in mehreren Interviews unterschiedliche Ehrkonzepte, in denen die Kontrolle über die weibliche Sexualität nicht im Mittelpunkt stand. Sie verbanden ihren Ehrbegriff teilweise mit ihrem Staat, mit Aufrichtigkeit, Fairness, Selbstrespekt, Offenheit, Selbstverantwortung oder generellem zwischenmenschlichen Anstand. Der traditionelle sexualitätszentrierte Ehrbegriff wurde von ihnen teilweise kritisch hinterfragt oder ganz abgelehnt.
Im Jahr 2008 stellte die UNDP-Studie Human Development Report – Youth in Turkey fest, dass vor allem in den ländlichen Gebieten der Türkei jedes Jahr hunderte von Frauen sterben, um die angeblich verletzte Ehre ihrer Familien zu rekonstituieren (Femizid). Die Furcht, dass die Ehre eines Mädchens in irgendeiner Weise „berührt“ wurde, ist hierbei nicht nur die Grundlage für Ehrenmorde, sondern auch für Kinderheiraten.

## Philosophie
Winfried Speitkamp zufolge wird unter Ehre das Verhältnis von Selbstachtung („innere Ehre“) und sozialer Anerkennung durch andere (Prestige, „äußere Ehre“) verstanden. Ehrenvorstellungen können integrierend oder ausgrenzend wirken, d. h. den gesellschaftlichen Einbezug oder Ausschluss von Menschen zur Folge haben. Sie werden von Gruppen entwickelt und geschützt und sind daher nicht nur das Ergebnis individueller Entscheidungen. Ehrenkonzepte von Gruppen können sich gegen bestehendes Recht stellen. Als Beispiel dafür nennt Speitkamp Helmut Kohls Ehrenwort in der CDU-Spendenaffäre.
Als grundlegendes Problem des Begriffs der Ehre ist unter anderem von Hegel angemerkt worden, dass einerseits die persönliche Ehre ein Element der Befreiung individueller Personen aus den Zwängen der ständischen Gesellschaft war, andererseits ist es aber misslungen, die persönliche Ehre aus der Vernunft einer individuellen Person allein herzuleiten.
Georg Wilhelm Friedrich Hegel schreibt zum Begriff der Ehre in seinen Vorlesungen über die Ästhetik (entstanden 1835–1838):
„Die Ehre kann nun den mannigfaltigsten Inhalt haben. Denn alles, was ich bin, was ich tue, was mir von anderen angetan wird, gehört auch meiner Ehre an. Ich kann mir deshalb (...) Treue gegen Fürsten, gegen Vaterland, Beruf, Erfüllung der Vaterpflichten, Treue in der Ehe, Rechtschaffenheit in Handel und Wandel, Gewissenhaftigkeit in wissenschaftlichen Forschungen und so fort zur Ehre anrechnen. Für den Gesichtspunkt der Ehre nun aber sind alle diese in sich selbst gültigen und wahrhaftigen Verhältnisse nicht durch sich selbst sanktioniert und anerkannt, sondern erst dadurch, dass ich meine Subjektivität hineinlege und sie hierdurch zur Ehrensache werden lasse. Der Mann von Ehre denkt daher bei allen Dingen zuerst an sich selbst; und nicht, ob etwas an und für sich recht sei oder nicht, ist die Frage, sondern, ob es ihm gemäß sei, ob es seiner Ehre gezieme, sich damit zu befassen, oder davonzubleiben. Und so kann er wohl auch die schlechtesten Dinge tun und ein Mann von Ehre sein. (...)
Verletzbarkeit der Ehre
(...) so ist die Ehre das schlechthin Verletzliche. Denn inwieweit ich und in bezug worauf ich die Forderung ausdehnen will, beruht rein in meiner Willkür. Der kleinste Verstoß kann mir in dieser Rücksicht schon von Bedeutung sein; und da der Mensch (...) den Kreis dessen, (...) worein er seine Ehre legen wolle, unendlich zu erweitern vermag, so ist (...) des Streitens und Haderns kein Ende.“
Das Problem, auf das Hegel hier verweist, ist die Beliebigkeit, mit der Menschen in der Moderne den nicht mehr gesellschaftlich verbindlich definierten Begriff der Ehre mit Inhalt füllen können. Trotz dieser realen Beliebigkeit erzeugt der Ehrbegriff den Anschein, etwas sozial und damit intersubjektiv Verbindliches zum Inhalt zu haben. Aus diesem inneren Widerspruch entstehen unendliche soziale Konflikte um die persönliche Ehre. Im Gegensatz zum Begriff der Ehre enthält der moderne Begriff des Respekts, verstanden als gegenseitige Achtung von Personen, einen definierten Gehalt, der in den Menschenrechten allgemein verbindlich festgelegt ist.

## Theologie
Auch in der Theologie spielt der Begriff Ehre eine wesentliche Rolle. Im Lobpreis erweist der Gläubige Gott Ehre und rühmt seine Taten, in der Anbetung (lateinisch adoratio, griechisch προσκύνησις) verehrt er Gottes Wesen. Innerhalb der Christentums sind dabei insbesondere das Gloria Patri (Ehre sei dem Vater) und das Gloria in excelsis Deo (Ehre sei Gott in der Höhe) besonders bekannt. 

## Rechtliches

### Rechtliche Situation in Deutschland
Das Grundgesetz nennt im unveränderlichen Art. 1 nur den gegenüber der Ehre fundamentaleren Begriff der Würde. In Art. 5 GG wird dagegen auch die Ehre erwähnt. Einige Sonderregelungen des Art. 61 GG betreffend die Anklage des Bundespräsidenten schützen – ungeachtet seiner etwaigen Verfehlungen – die Ehre der Bundesrepublik. ‚Ehre‘ und ‚Würde‘ sind dabei keineswegs gleichzusetzen. So war bis 1969 noch der Begriff der Verlust der Bürgerlichen Ehrenrechte eine übliche Nebenfolge bei der Verurteilung aufgrund schwerer Straftaten. Das Gesetz gestattete somit den Entzug von Ehrenrechten als Rechtsfolge eines Ehrverlustes, wogegen die Würde aufgrund Art. 1 GG „unantastbar“ ist, also niemals und unter keinen Umständen einem Menschen genommen werden darf.
Das Strafgesetzbuch kennt „Straftaten gegen die Ehre“ wie Beleidigung, Verleumdung oder üble Nachrede. Das bürgerliche Recht hingegen kennt den Begriff der Ehre insoweit, dass Ehrverletzungen bei Straftaten gegen die Ehre gemäß § 823 Absatz 2 BGB zu Schadensersatzansprüchen und damit zu Schuldverhältnissen führen.
Auch wird die Ehre als unter § 34 StGB aufgeführtes Individualrechtsgut bei entsprechender Verletzung vom Notwehrparagraphen im Sinne einer Verteidigung gegen einen rechtswidrigen, unmittelbaren Angriff abgedeckt.
Die Systematik oder der Aufbau des StGB spiegelt den früheren Stellenwert der Ehre in der Gesellschaft wider: Ehrenangelegenheiten waren zu Zeiten der Kodifizierung des Strafrechts wichtiger als etwa Körperverletzung, Beleidigung, üble Nachrede etc. und kamen vor Totschlag.